# صدیق صالح باقروف
صدیق صالح باقروف بازیگر تئاتر و سینمای اهل اتحاد جماهیر شوروی و جمهوری آذربایجان بود. وی در فیلم بختیار بازی کرده‌است.